# Dimitar Mečkarovski
Dimitar Mečkarovski (Macedonisch: Димитар Мечкаровски) (4 maart 1975) is een Macedonisch voormalig voetbalscheidsrechter. Hij was in dienst van FIFA en UEFA tussen 2008 en 2020. Ook leidde hij tot 2020 wedstrijden in de Prva Liga.
Op 17 juli 2008 leidde Mečkarovski zijn eerste wedstrijd in Europees verband tijdens een wedstrijd tussen RFCU Luxemburg en Kalmar FF in de UEFA Cup; het eindigde in 0–3 in het voordeel van de Noren en de Macedoniër trok driemaal een gele kaart. Zijn eerste interland floot hij op 31 mei 2008, toen Spanje met 2–1 won van Peru. David Villa opende de score namens Spanje, waarna José Paolo Guerrero gelijkmaakte. In de blessuretijd maakte Joan Capdevila de winnende. Mečkarovski deelde tijdens deze wedstrijd vier gele kaarten uit.

## Interlands
| Datum            | Plaats                        | Wedstrijd                          | Uitslag | Competitie             | Kreeg geel | Kreeg voor de tweede keer geel en dus rood | Weggestuurd |
| ---------------- | ----------------------------- | ---------------------------------- | ------- | ---------------------- | ---------- | ------------------------------------------ | ----------- |
| 31 mei 2008      | Huelva, Spanje                | Spanje – Peru                      | 2 – 1   | Vriendschappelijk      | 4          | 0                                          | 0           |
| 12 augustus 2009 | Maribor, Slovenië             | Slovenië – San Marino              | 5 – 0   | WK 2010 kwalificatie   | 3          | 0                                          | 0           |
| 2 juni 2010      | Tirana, Albanië               | Albanië – Andorra                  | 1 – 0   | Vriendschappelijk      | 4          | 0                                          | 0           |
| 16 oktober 2012  | Andorra la Vella, Andorra     | Andorra – Estland                  | 0 – 1   | WK 2014 kwalificatie   | 3          | 0                                          | 0           |
| 6 februari 2013  | Tirana, Albanië               | Albanië – Georgië                  | 1 – 2   | Vriendschappelijk      | 2          | 0                                          | 0           |
| 5 juni 2015      | Istanboel, Turkije            | Jordanië – Koeweit                 | 2 – 2   | Vriendschappelijk      | 0          | 0                                          | 0           |
| 28 maart 2017    | Elbasan, Albanië              | Albanië – Bosnië en Herzegovina    | 1 – 2   | Vriendschappelijk      | 1          | 0                                          | 0           |
| 28 mei 2018      | Zenica, Bosnië en Herzegovina | Bosnië en Herzegovina – Montenegro | 0 – 0   | Vriendschappelijk      | 2          | 0                                          | 0           |
| 5 september 2019 | Podgorica, Montenegro         | Montenegro – Hongarije             | 2 – 1   | Vriendschappelijk      | 2          | 0                                          | 0           |
| 11 november 2020 | Podgorica, Montenegro         | Montenegro – Kazachstan            | 0 – 0   | Vriendschappelijk      | 3          | 0                                          | 0           |
| 17 november 2020 | Andorra la Vella, Andorra     | Andorra – Letland                  | 0 – 5   | Nations League 2020/21 | 9          | 1                                          | 0           |